# Dugny
Dugny je francouzské město v severní části metropolitní oblasti Paříže, v departementu Seine-Saint-Denis, Île-de-France.

## Geografie

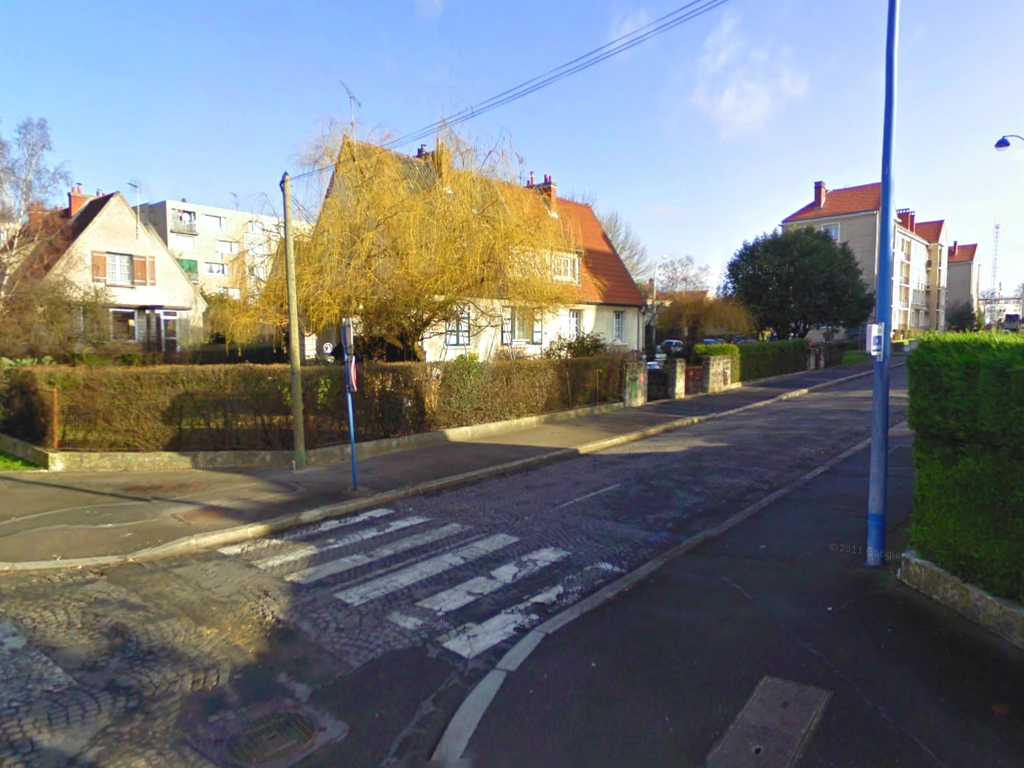

Sousední obce: Stains, Le Bourget, La Courneuve, Le Blanc-Mesnil, Bonneuil-en-France a Garges-lès-Gonesse.

## Historie
Jméno obce vzniklo z galo-římského slova duniacom, které znamená území vítězů.

## Vývoj počtu obyvatel
Počet obyvatel

## Doprava
Dugny je dosažitelné autobusy RATP číslo 133, 152 a 249.

## Osobnosti města
- Larbi Benboudaoud, judista